# Philippe Gautier (réalisateur)
Pour les articles homonymes, voir Philippe Gautier et Gautier.
 (mars 2022).
Philippe Gautier est un réalisateur français.
Connu pour ses clips musicaux pour Les Rita Mitsouko, Vanessa Paradis, Stephan Eicher, Laurent Voulzy et Étienne Daho  ainsi que pour son travail dans la publicité et des films de prévention comme pour Act-Up .
Ou encore des programmes TV tels,  Les trophées amoureux d'Annette Messager , L'alchimiste Gérard Garouste.

## Biographie
Philippe Gautier a réalisé des clips pour plusieurs artistes internationaux, notamment Eurythmics, Bananarama ou Marc Almond. Il construit généralement des clips dont l'image ne se livre pas entièrement au premier visionnage.
Son travail a été présenté au Museum of Modern Art de New York.
Les meilleurs réalisateurs de clips #19 : Philippe Gautier - Les nouveaux cinephiles.
Grand prix Sacemde l'auteur réalisateur de l'audiovisuel 2021.

## Filmographie

### Clips musicaux
- Marcia Baïla - Les Rita Mitsouko
- Andy - Les Rita Mitsouko
- Epaule Tatoo - Étienne Daho
- Francine Song - Arnold Turboust
- Le jour s'est levé - Téléphone
- Sweet Fanta Diallo - Alpha Blondy
- Chic planète - L'Affaire Louis' Trio
- C'est la ouate - Caroline Loeb
- Seules les filles pleurent - Lio
- Il - Les Négresses vertes
- Revival - Eurythmics
- Bankiero - Mory Kanté
- Only Your Love - Bananarama
- Los marineros -  Olivier Angèle
- Souris puisque c'est grave - Alain Chamfort
- Play it Yvette - Yvette Horner
- Comme un igloo -  Étienne Daho
- Au charme non plus - Vanessa Paradis
- En résumé, en conclusion - Françoise Hardy
- Fire to Ice - Associates
- Jacky - Marc Almond
- Down in the Depths - Lisa Stansfield
- Baïla Me - Gipsy Kings
- Let There Be Love Arthur Baker, Lee John et Táta Vega
- Au commencement - Étienne Daho
- Dis lui toi que je t'aime - Vanessa Paradis
- Sunday Mondays - Vanessa Paradis
- Didi - Khaled
- Fat's Hustles the Pros and the Cons - Gareth Sager
- Déjeuner en paix - Stephan Eicher
- Hemmige - Stephan Eicher
- Take a Chance on Me - Erasure
- As-tu déjà oublié ? - Jil Caplan
- Le Cor - Charles Trenet
- What Is This? - Carlinhos Brown et Sérgio Mendes
- Laissez passer les rêves - France Gall et Michel Berger
- Saudade -Étienne Daho
- Des Hauts et des Bas - Stephan Eicher
- Un Petit Peu Amoureux - Zazie
- Maman - Nina Morato
- Chebba - Khaled
- Tout est Bleu - Âme Strong
- Ceux qui n'ont rien - Patricia Kaas
- J'irai tranquille - Liane Foly
- Par mégarde - Jean-Louis Murat
- Caché derrière - Laurent Voulzy
- Clara veut la Lune -Alain Chamfort
- Electrocardiogramme plat - Jacques Higelin
- On s'ressemble - Sylvie Vartan
- Louise - Thomas Fersen
- La Gadoue - Jane Birkin et Les Négresses vertes
- Ces rêves - Viktor Lazlo
- Always Breaking My Heart - Belinda Carlisle
- Résiste - France Gall
- Sangue de Beirona - Cesária Évora
- J't'emmène au vent - Louise Attaque
- Dors - Florent Pagny
- Nickel - RoBERT
- La Jalousie - Marc Lavoine
- Faudrait jamais s'aimer - Art Mengo
- California - Belinda Carlisle
- ABC pour Casser - Peter Kitsch
- Il y a trop de gens qui t'aiment - Hélène Ségara
- De cendres et de terre - Calogero
- Je regarde là-haut - Thierry Amiel
- Entre nous  - Chimène Badi
- Magdalena - Jessica Marquez
- La Rivière de notre enfance - Garou et Michel Sardou
- Derniers Baisers -Laurent Voulzy
- Yesterday Once More - Laurent Voulzy et Lénou.
- J'veux un mec - Adrienne Pauly
- L'Amour est un missile - Peter Kitsch et Wadey Nara
- Même si - Les Rita Mitsouko
- Crime parfait -Caroline Loeb
- Elseneur - Pascal Héni
- Berlin  - Christophe Willem
- Plus que tout - Christophe Willem
- Pardon - Catherine Ringer
- Vivre sans elle - Viktor Huganet

### Moyen-métrage
- La Marque du destin